# Neoathyreus lobus
Neoathyreus lobus es una especie de coleóptero de la familia Geotrupidae.

## Distribución geográfica
Habita en Argentina, Paraguay y Bolivia.